# Снегозапасы
Снегозапасы (запас воды в снежном покрове) — общее количество воды в твердом и жидком виде, содержащиеся в рассматриваемый момент времени в снежном покрове. Равен произведению высоты снега на его плотность, определяемые в результате снегосъемок. Иногда используют менее пригодный термин – водность снежного покрова.